# Асмальой
А́смалей (Асмальойа; норв. Asmaløy) — острів у Норвегії, із групи Валер. Адміністративно належить до комуни Валер фюльке Естфол.

## Географія
Острів розташований на північному сході протоки Скагеррак, є одним із найбільших у групі Валер. Розташований між островом Кіркьой на сході та островом Сп'єрьой на північному заході. Від першого відокремлений протокою Шерхале-фьорд. Максимальна висота — 36 м — пагорб Фотварден.
1989 року збудовано підводний тунель, який зв'язав Асмалей із сусіднім островом Кіркьой. На північному заході збудований міст до сусіднього острова Сп'єрьой. Острів вкритий лісами і є популярним місцем для туристів.

## Населення
Острів заселений, на ньому розташовано декілька сіл. На острові 5 років жив норвезький письменник Юган Борген.